# 勝浦宇宙通信所
座標: 北緯35度12分33.6秒 東経140度18分3.5秒 / 北緯35.209333度 東経140.300972度
勝浦宇宙通信所（かつうらうちゅうつうしんじょ）は千葉県勝浦市に位置する、独立行政法人宇宙航空研究開発機構（JAXA）の施設。人工衛星の追跡・管制を主な業務としている。

## 概要

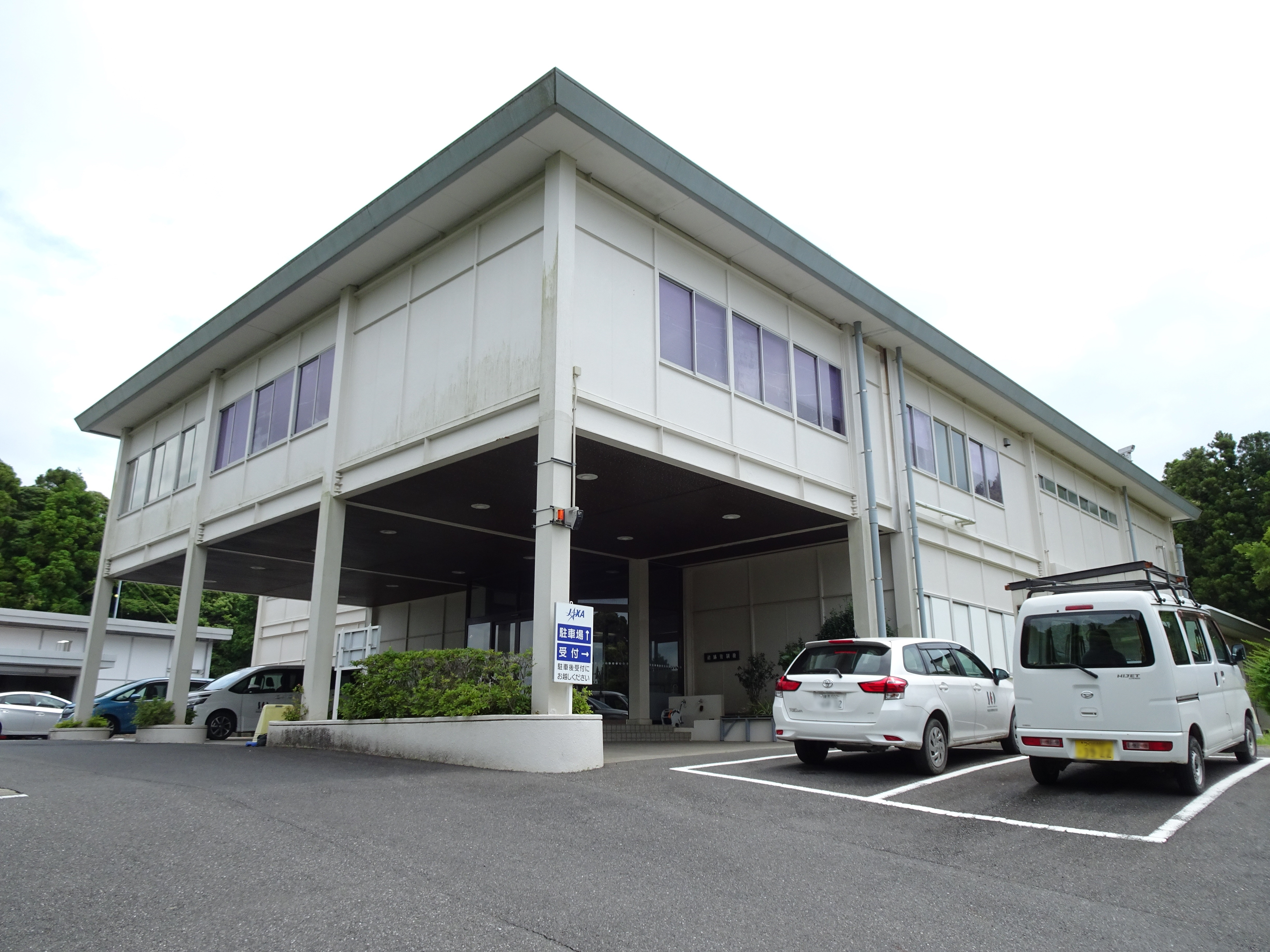
勝浦宇宙通信所の建屋

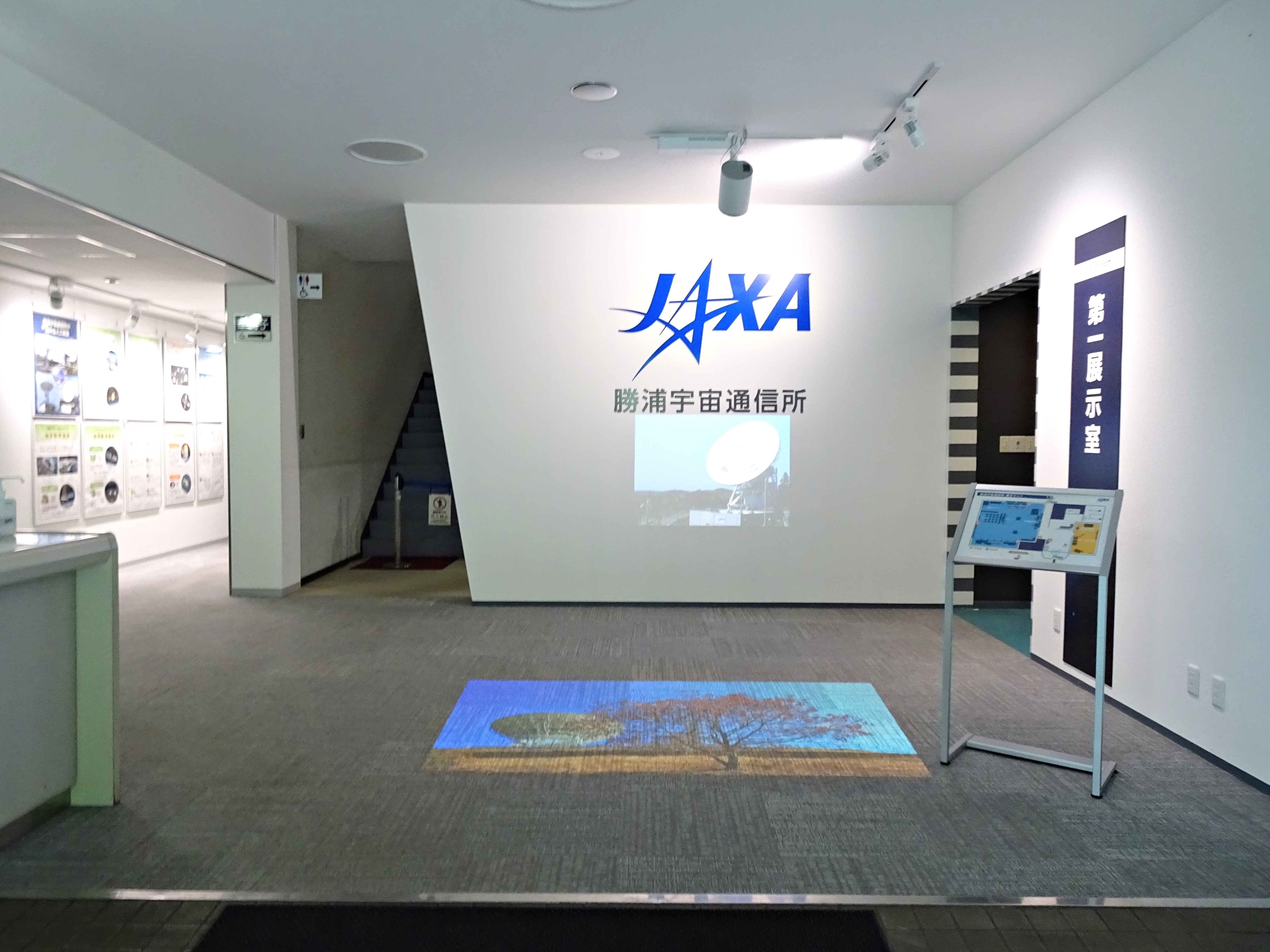
同所の展示施設

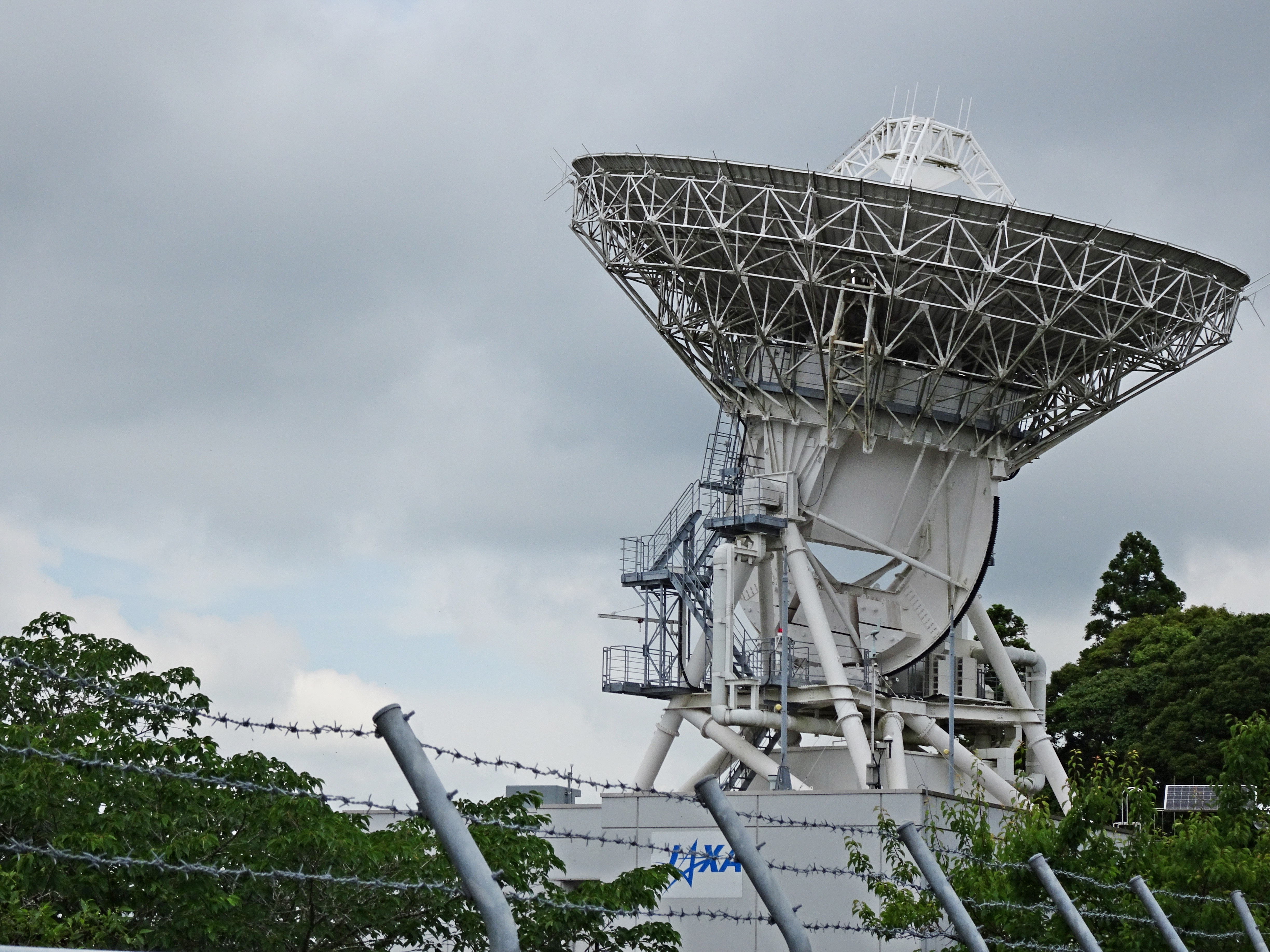
追跡アンテナ

勝浦宇宙通信所は1968年2月、科学技術庁宇宙開発推進本部の「勝浦電波追跡所」として発足した。1969年10月、宇宙開発推進本部が発展し、宇宙開発事業団（NASDA）が設立されるとともに、勝浦宇宙通信所もNASDA所属の施設となった。
人工衛星の追跡と管制を主な業務としている。具体的には打ち上げられた人工衛星からの電波を受信し、人工衛星の軌道や位置、姿勢、搭載している電子機器の監視を行い、状況に応じて衛星に対するコマンド電波を送信する。
展示室は年中無休、入館料無料で入ることができ、「科学技術週間」および「宇宙の日」には施設の特別一般公開が毎年行われている。
総敷地面積は約5.4万m2。

## 設備
- 広報用アンテナ[3]
- 新GN送受信アンテナ[3]
- USB (F)-1送信棟[3]
- USB (F)-2送信棟[3]
- 追跡管制棟[3]

## 追跡管制を行っている衛星
- データ中継技術衛星「こだま」(DRTS)[4]
- 太陽観測衛星「ひので」(SOLAR-B)[4]
- 技術試験衛星Ⅷ型「きく8号」(ETS-Ⅷ)[4]
- 超高速インターネット衛星「きずな」(WINDS)[4]
- 温室効果ガス観測技術衛星「いぶき」(GOSAT)[4]
- 第一期水循環変動観測衛星「しずく」(GCOM-W1)[4]
- 小型実証衛星4型「SDS-4」
- 惑星分光観測衛星「ひさき」(SPRINT-A)
- 陸域観測技術衛星2号「だいち2号」(ALOS-2)[4]